# Andrejs Pumpurs

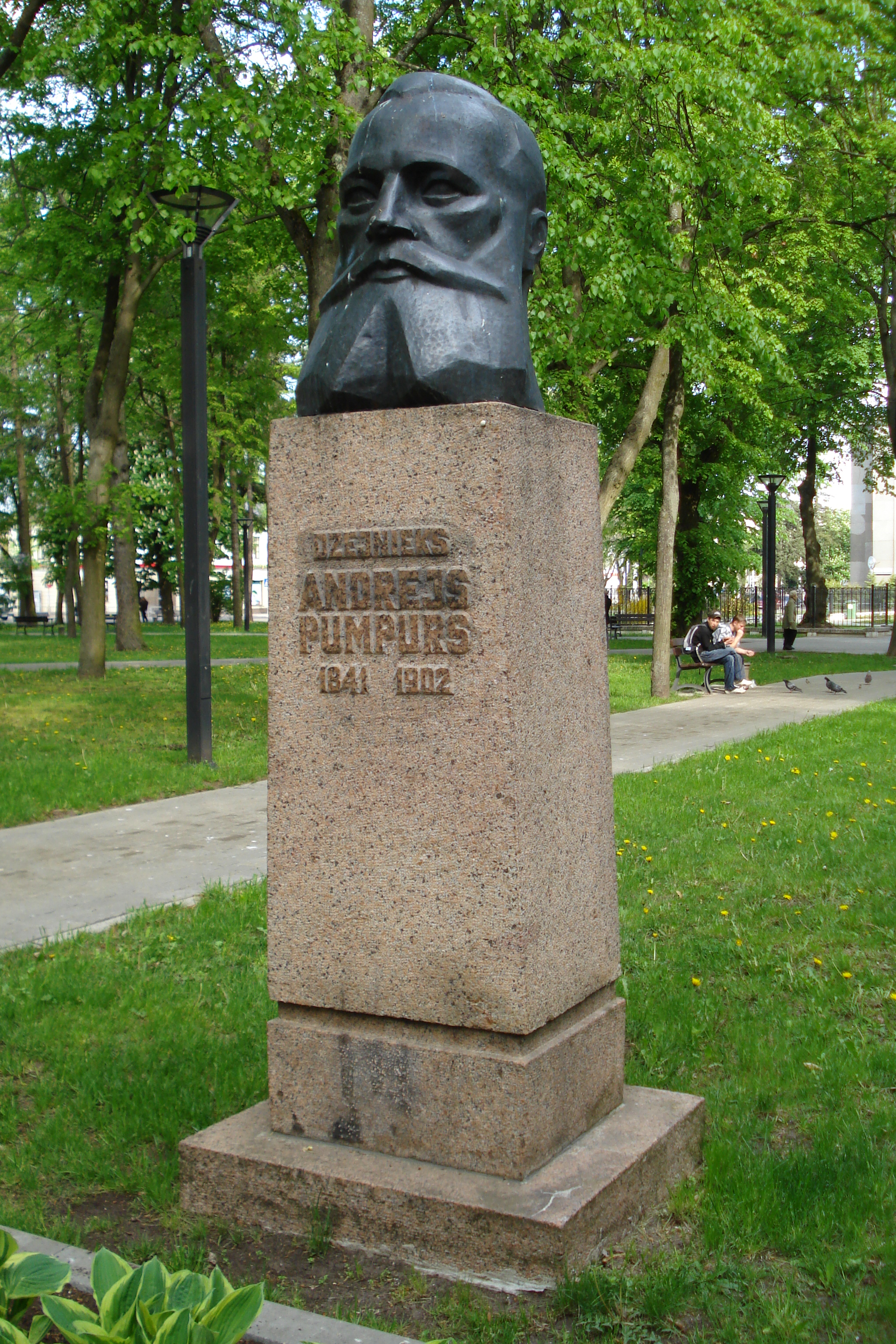
Busto di Andrejs Pumpurs a Daugavpils

Andrejs Pumpurs (Birzgale, 22 settembre 1841 – Riga, 6 luglio 1902) è stato uno scrittore lettone, autore del poema epico nazionale lettone Lāčplēsis (pubblicato per la prima volta nel 1888), nonché figura di spicco del movimento degli Jaunlatvieši.

## Biografia
Cresciuto su ambo le sponde del fiume Daugava, fu uno dei tre bambini selezionati dal ministero luterano nella classe di lingua tedesca della scuola parrocchiale di Lielvārde.

Nonostante fosse stato costretto ad interrompere gli studi dopo i primi tre anni di corso, a causa della povertà della sua famiglia, Pumpurs ebbe modo di entrare in contatto con la tradizione orale lettone, molto forte nella sua regione di nascita, e con le leggende che si sarebbero rivelate di grande ispirazione per i suoi lavori letterari futuri.

I suoi primi poemi e bozze di carattere epico furono scritti a Piebalga, tra il 1867 e il 1872.
Dopo un breve periodo a Rīga, partì nel 1876 per Mosca, dove conobbe lo slavista Ivan Aksakov e l'editore Mihail Katkov grazie a Fricis Brīvzemnieks.

Divenne il primo lettone a combattere al fianco dei Serbi e dei loro alleati Russi contro l'Impero ottomano. La sua esperienza in Serbia influenzò fortemente il suo già fervente nazionalismo. La sua carriera militare lo portò a Sebastopoli e a Odessa, dove ricevette una educazione militare. Nel 1882 fece ritorno alla gubernija livoniana, che divenne il Reggimento della Daugavgrīva, partecipando in segreto ad alcune azioni del movimento Narodnaja Volja. Dal 1895 lavorò per il quartier generale di Daugavpils, viaggiando molto per conto dell'Esercito Russo, fino alla sua morte, dovuta ai reumatismi contratti dopo un viaggio in Cina.